# 陸聚
陸 聚（りく しゅう、生年不詳 - 1390年）は、元末明初の軍人。

## 生涯
元の枢密院同知となった。1352年（至正12年）、元の丞相トクトが紅巾の芝麻李（李二）を徐州で撃破すると、彭大らは濠州に逃れた。陸聚は徐州で流亡の人々を安撫し、城を修繕して州境を守り、反乱軍に侵犯させなかった。
1366年（至正26年）、徐達が張士誠の将の徐義率いる水軍を淮安で撃破すると、陸聚は徐州・宿州の2州をもって朱元璋に降った。陸聚は江南行省参政となり、そのまま徐州を守った。兵を派遣して沛・魚台・下邳・蕭・宿遷・睢寧を平定した。元のココ・テムルが李左丞を派遣して徐州に侵入させ、陵子村に軍を駐屯させた。陸聚は指揮の傅友徳を派遣してこれを撃破し、李左丞を捕らえた。さらに元兵を宿州で破り、僉院の邢端らを捕らえた。
1370年（洪武元年）、徐達に従って山東を平定し、汴梁を攻略した。徐州に帰り、山東行省参政に転じた。徐達に従って大都を平定し、大同・保定・真定を攻略した。車子山および鳳山・城山・鉄山の諸寨を攻め落とし、井陘の故関を分守した。徐達らと軍を陝西で合流させ、承天寨を攻め落とした。北征のあいだに、沂州・邳州の山民が反乱を起こしていたため、陸聚は召還されて、これを鎮圧した。1370年（洪武3年）、河南侯に封じられ、世券を与えられた。1375年（洪武8年）、鄧愈とともに陝西で屯田し、衛戍を置いて守った。1379年（洪武12年）、湯和とともに臨清で練兵した。ほどなく福建で軍務をつとめた。南京に召還されて、鳳陽に邸を賜った。
1390年（洪武23年）、胡惟庸の党とされて処刑され、爵位を剥奪された。